# Branche Nord de la rivière Gounamitz
Pour les articles homonymes, voir Gounamitz.
La Branche Nord de la rivière Gounamitz  est un affluent de la Rivière Gounamitz laquelle constitue à son tour un affluent de la tête de la rivière Ristigouche Ces plans d'eau coulent dans le Nord-Ouest du  Nouveau-Brunswick, au Canada.
Le cours de la « Branche Nord de la rivière Gou» traverse successivement:
- le comté de Restigouche: paroisse de Saint-Quentin;
- le comté de Madawaska: paroisse de Rivière-Verte.

Une route forestière longe la rive Est sur toute la longueur de la rivière.

## Géographie
La « Branche Nord de la rivière Gounamitz » prend sa source de ruisseaux de montagne situés en zone forestière, sur le flanc Sud d'un sommet de montagne (altitude: 599 m). Cette source est située dans la paroisse de Saint-Quentin, dans le comté de Restigouche.
Cette source de montagne est située à :
- 8,3 km au Nord-Est de la limite de la paroisse de Saint-Quentin et de paroisse de Rivière-Verte;
- 22,9 km au Nord-Est de la rive Sud-Est du Lac First;
- 13,7 km au Nord-Ouest de la confluence de la « Branche Nord de la rivière Gounamitz »;
- 32,6 km au Nord-Ouest de la confluence de la rivière Gounamitz;
- 27,0 km au Sud de la limite Sud de la province de Québec.

La « Branche Nord de la rivière Gounamitz » coule en zone forestière, plus ou moins en parallèle du côté Sud-Ouest à la rivière Kedgwick. Le cours inférieur de la "Branche Nord de la rivière Gounamitz" coule plus ou moins en parallèle, entre le ruisseau Létourneau (situé du côté Est) et le ruisseau Cherry (situé du côté Ouest).
À partir de la source, la "Branche Nord de la rivière Gounamitz" coule sur 18,5 km :
- 2,8 km vers l'Est dans la paroisse de Saint-Quentin (comté de Restigouche), jusqu’à un ruisseau (venant du Nord-Ouest);
- 8,6 km vers le Sud, en passant devant un camp forestier, jusqu'à un ruisseau (venant du Nord-Ouest);
- 3,9 km vers le Sud-Est, jusqu'à la limite de la paroisse de Rivière-Verte (comté de Madawaska);
- 3,2 km vers le Sud-Est dans la paroisse de Rivière-Verte, jusqu'à la confluence de la « Branche Nord de la rivière Gounamitz »[1].

La « Branche Nord de la rivière Gounamitz » se déverse sur la rive Nord de la rivière Gounamitz, dans la paroisse de Rivière-Verte, comté de Madawaska. Cette confluence est située à :
- 21,4 km au Nord-Ouest de la confluence de la rivière Gounamitz;
- 41,6 km au Nord-Ouest du centre du village de la paroisse de Saint-Quentin;
- 43,1 km au Nord-Est du centre-ville de Edmundston;
- 84,4 km au Sud-Ouest du pont de Campbellton (Nouveau-Brunswick), enjambant la rivière Ristigouche.